# Revolution (All Elite Wrestling)
Revolution è un evento in pay-per-view di wrestling organizzato annualmente dalla All Elite Wrestling a partire dal 2020.

## Edizioni
| Edizione        | Data             | Città         | Main event                          |
| --------------- | ---------------- | ------------- | ----------------------------------- |
| 2020 (Dettagli) | 29 febbraio 2020 | Chicago       | Chris Jericho vs. Jon Moxley        |
| 2021 (Dettagli) | 7 marzo 2021     | Jacksonville  | Jon Moxley vs. Kenny Omega          |
| 2022 (Dettagli) | 6 marzo 2022     | Orlando       | Adam Cole vs. Adam Page             |
| 2023 (Dettagli) | 5 marzo 2023     | San Francisco | MJF vs. Bryan Danielson             |
| 2024 (Dettagli) | 3 marzo 2024     | Greensboro    | Sting e Darby Allin vs. Young Bucks |